# Braškov
Braškov (Duits: Braschkau) is een Tsjechische gemeente in de regio Midden-Bohemen en maakt deel uit van het district Kladno. Het dorp ligt op 3 km afstand van Unhošť en op 4 km afstand van de stad Kladno.
Braškov telt 1093 inwoners (2022).

## Geschiedenis
De eerste schriftelijke vermelding van het dorp dateert van 1249, toen er een familie op de dorpslocatie werd vermeld. De familie woonde in een vesting en was een tijdlang zeer invloedrijk, vooral rond de 14e en 15e eeuw. In 1285 was Braškov in het bezit van de familie Zdislav, in 1331 van de familie Linhart en in 1376 van Mareš Malíkovec.
Ook in de eeuwen erna bleef het dorp in bezit van verschillende plaatselijke eigenaren. In 1741 kwam daar een einde aan toen Braškov (net als andere dorpen in de regio) werd overgenomen door de hertogen van Beieren. In 1805 kwam het dorp in bezit van de Habsburgse familie en in 1847 werd het toegewezen aan particuliere keizerlijke landgoederen.
Tijdens de Dertigjarige Oorlog brandden twee belangrijke boerderijen af.
Sinds 1960 is Braškov een zelfstandige gemeente binnen het Kladnodistrict.

## Verkeer en vervoer

### Autowegen
De weg II/118 loopt door de gemeente en verbindt Braškov met Beroun enerzijds en Kladno anderzijds. Snelweg D6 loopt eveneens door de gemeente. Het dorp ligt vlak bij afrit 16 (Velká Dobrá).

### Spoorlijnen

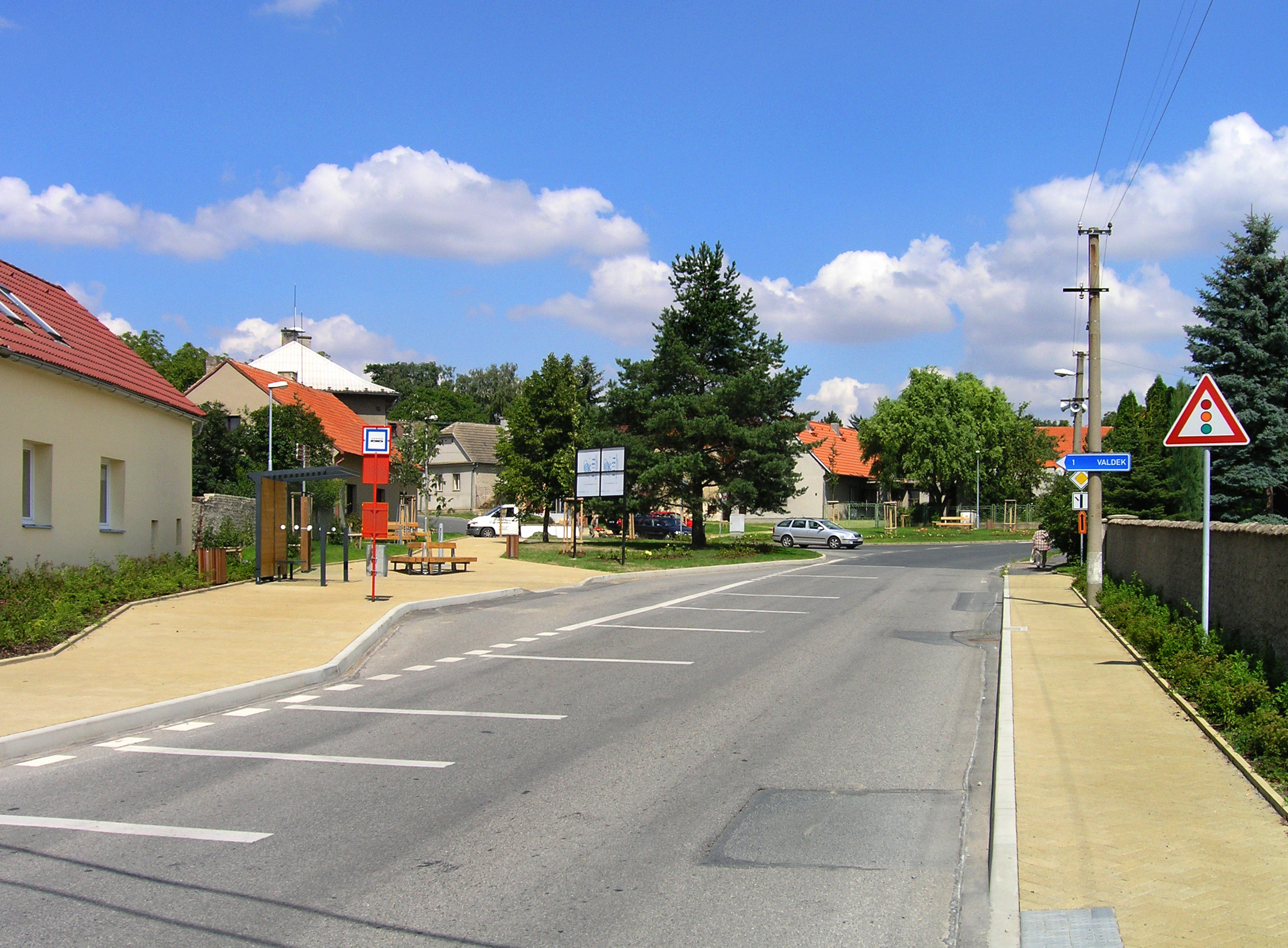
Een van de bushaltes (2009)

Er is geen spoorlijn of station in het dorp. Het dichtstbijzijnde station is Kladno, op 3,5 km afstand. Dat station ligt aan spoorlijn 120 Praag – Rakovník en spoorlijn 093 Kladno – Kralupy nad Vltavou.

### Buslijnen
Er zijn drie bushaltes in het dorp: Braškov, Braškov-Valdek en Braškov-Toskánka. Eerstgenoemde halte wordt bediend door lijn 365 Stochov-Náměstí – Velká Dobrá – Unhošť – Praag-Motol – laatstgenoemde door lijn 630 Kladno Pletený Újezd – Unhošť – Malé Kyšice – Chyňava – Železná – Beroun.
Alle lijnen worden geëxploiteerd door vervoerder Praags Geïntegreerd Vervoer.

## Galerij

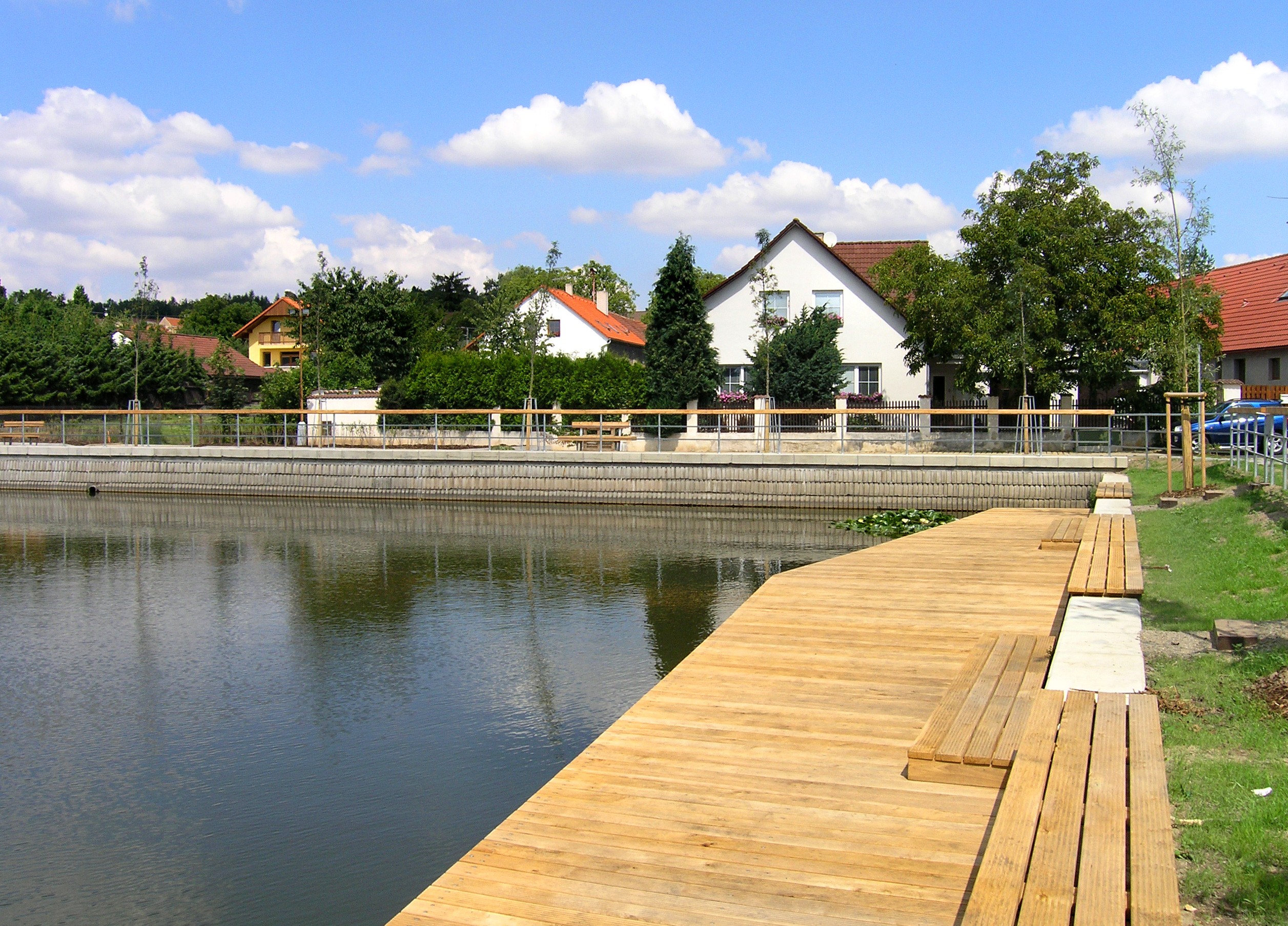
Dorpsmeer
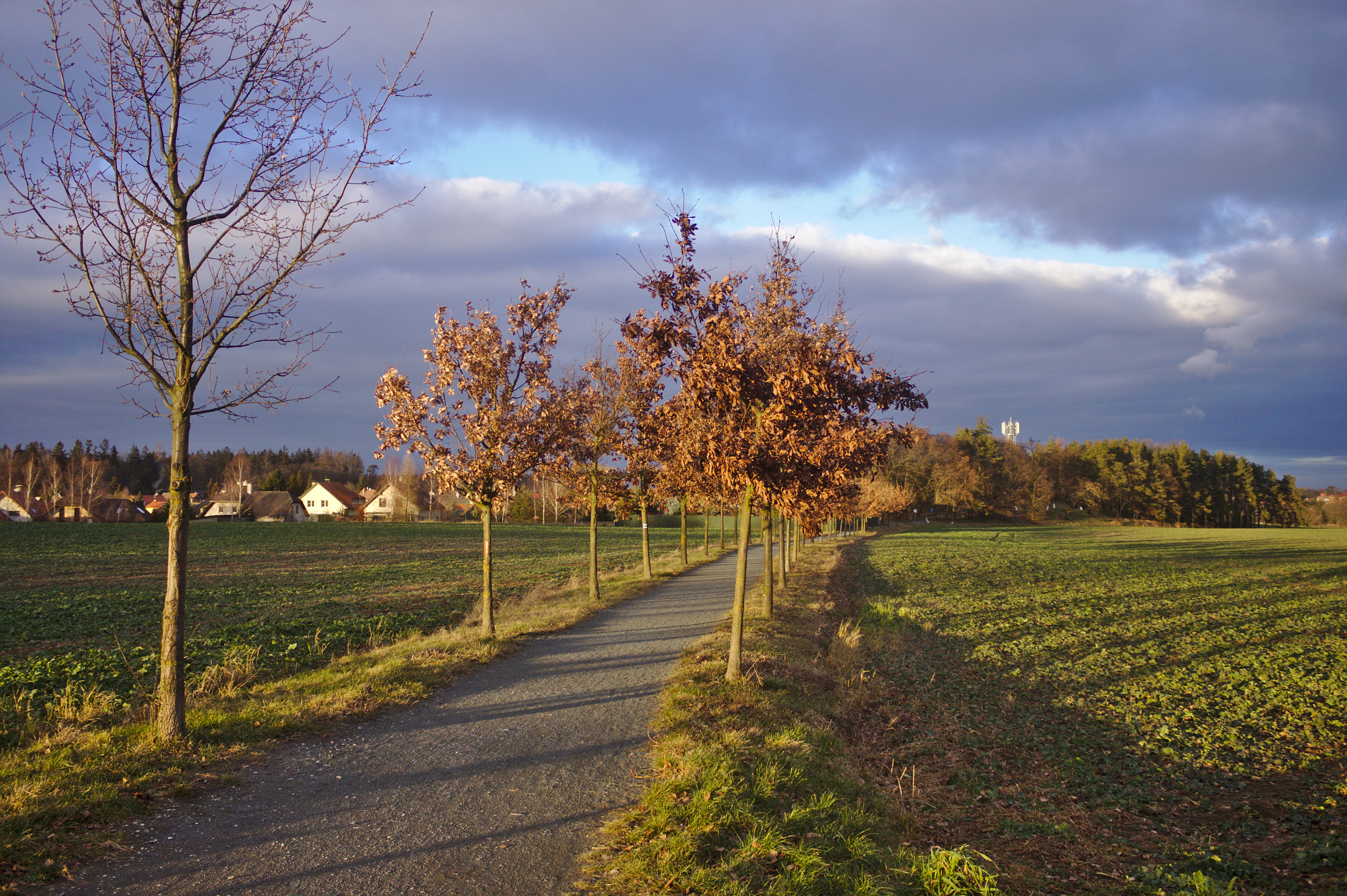
Fietspad naar het dorp
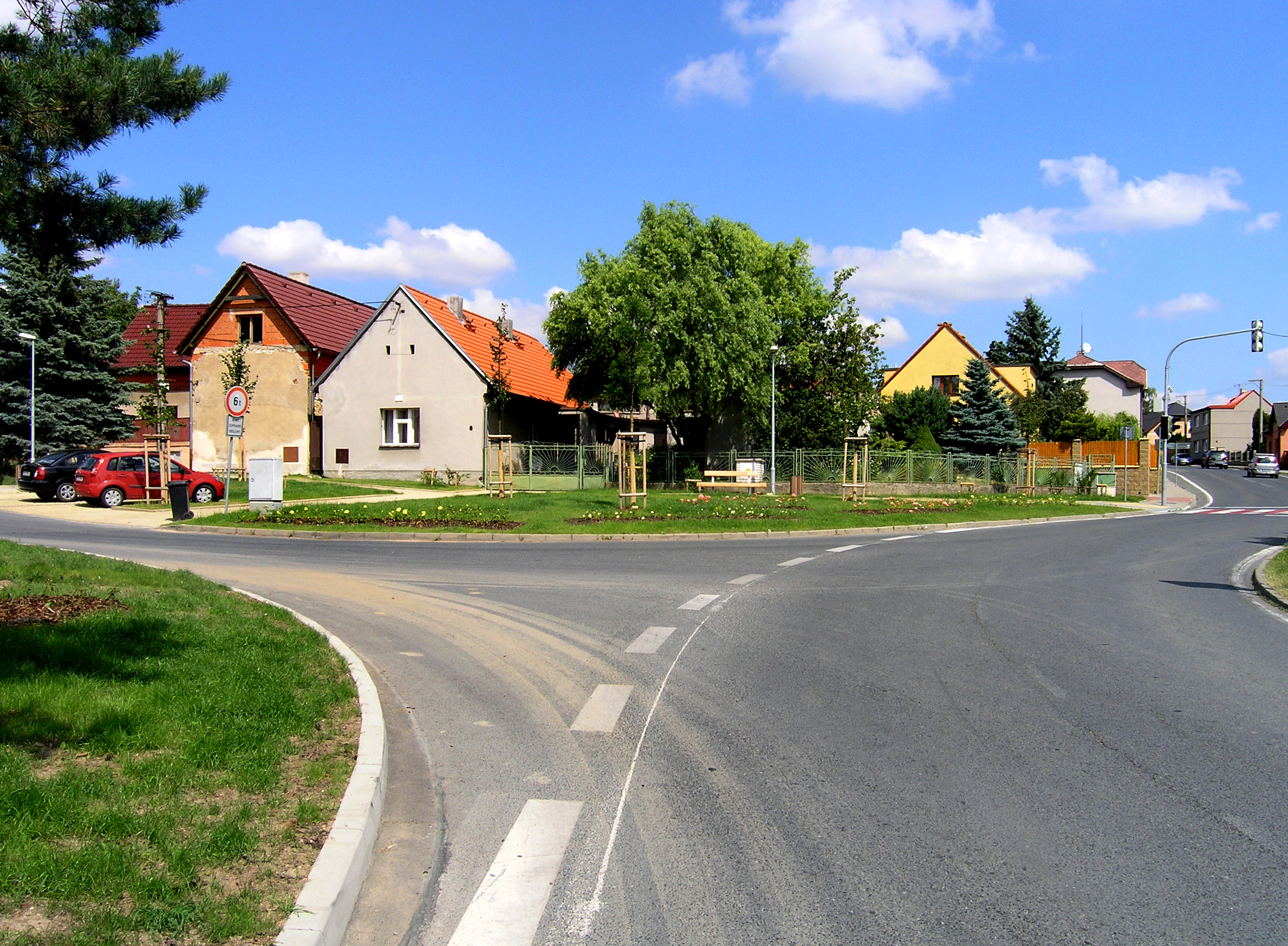
Straat in het dorp
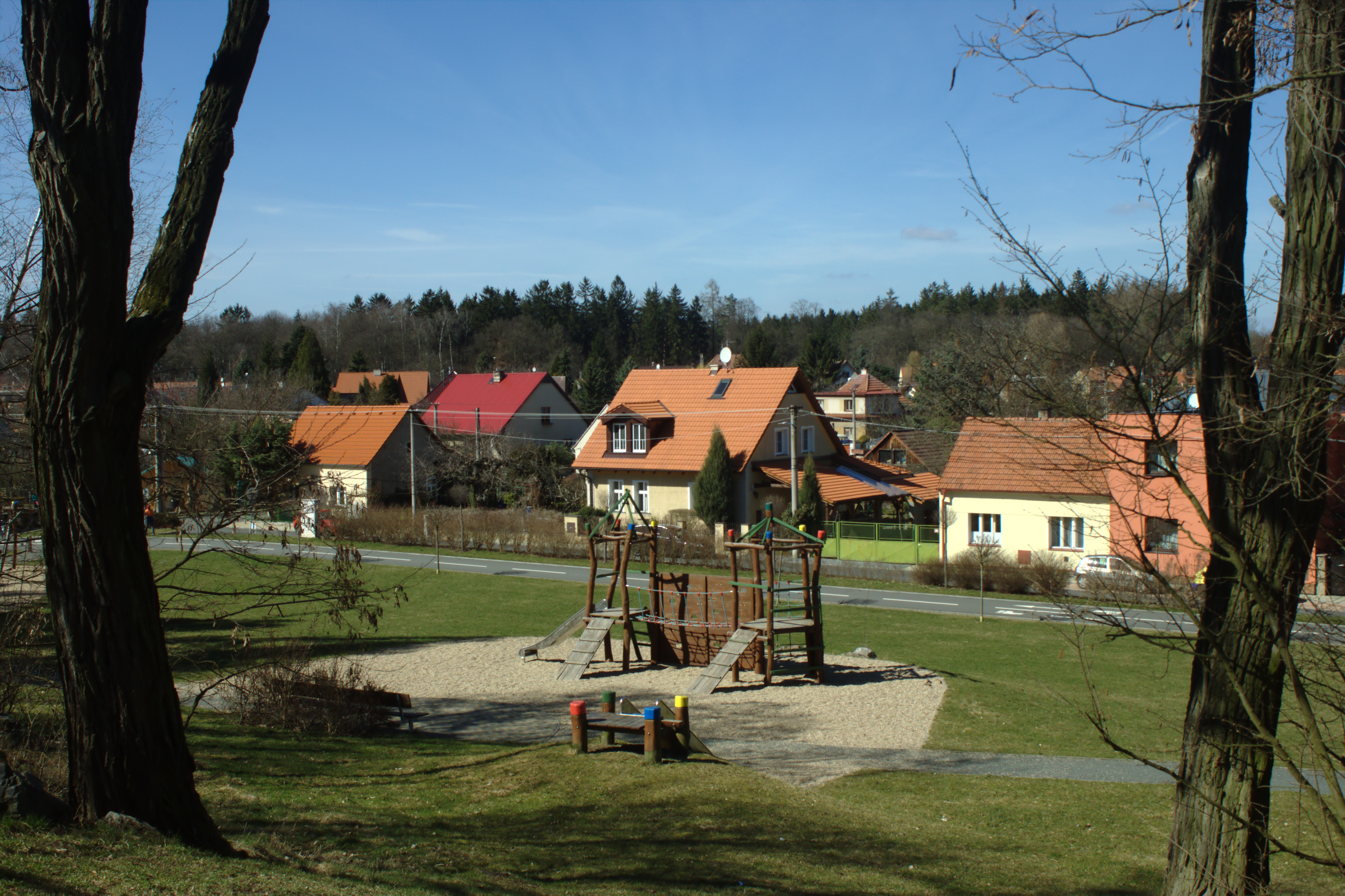
Speeltuin in het dorp
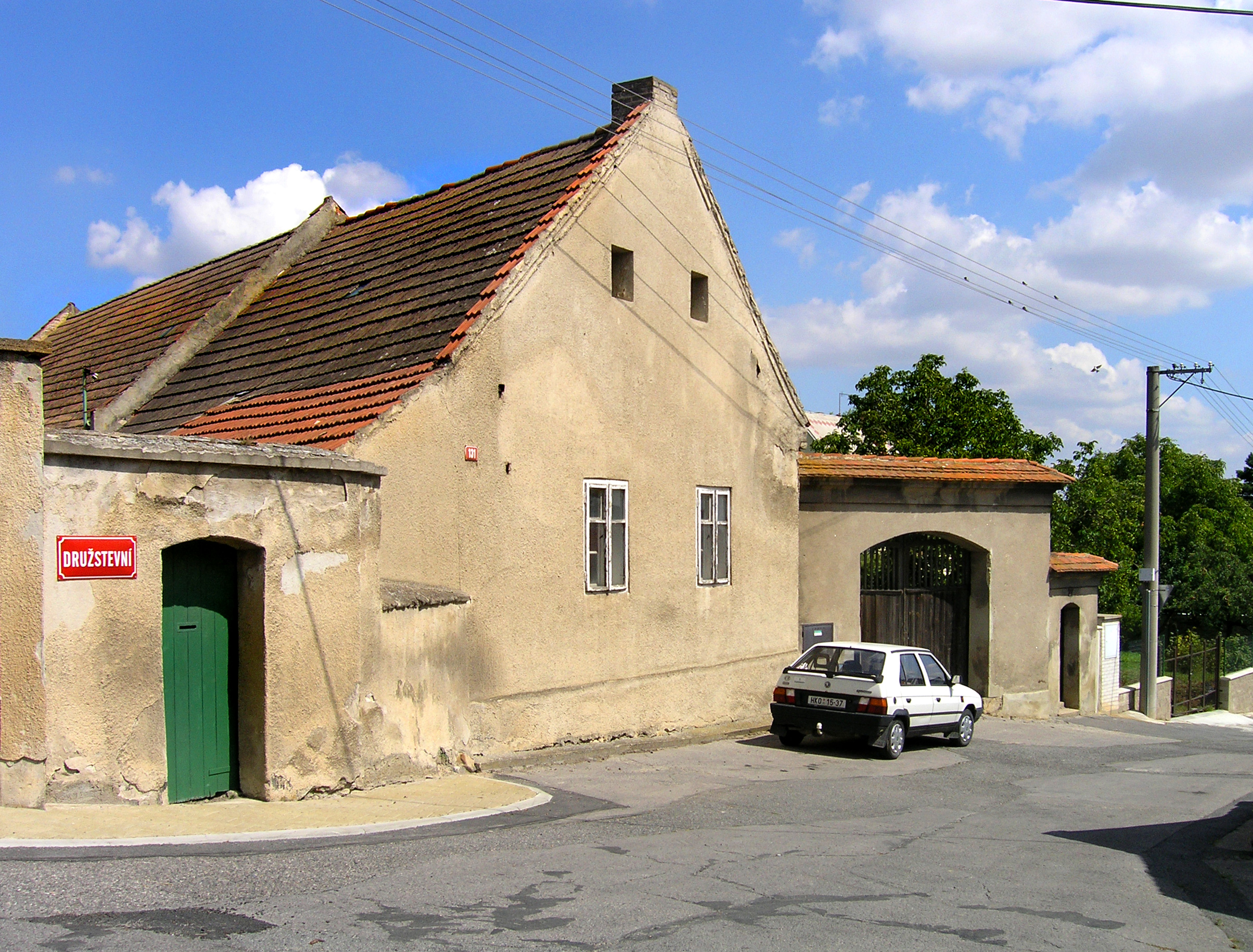
Oude boerderij in het dorp
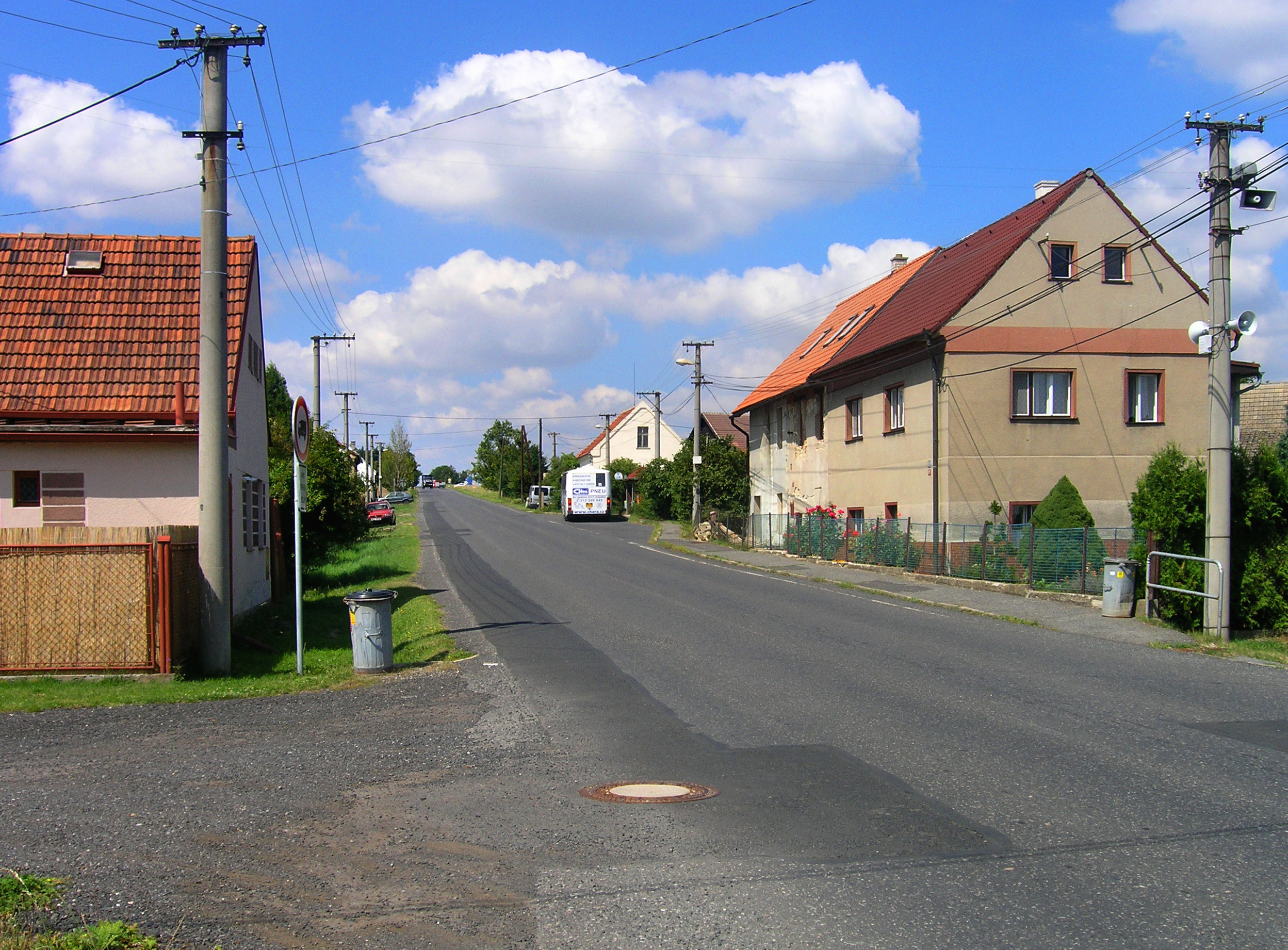
Straat in Braškov-Toskánka
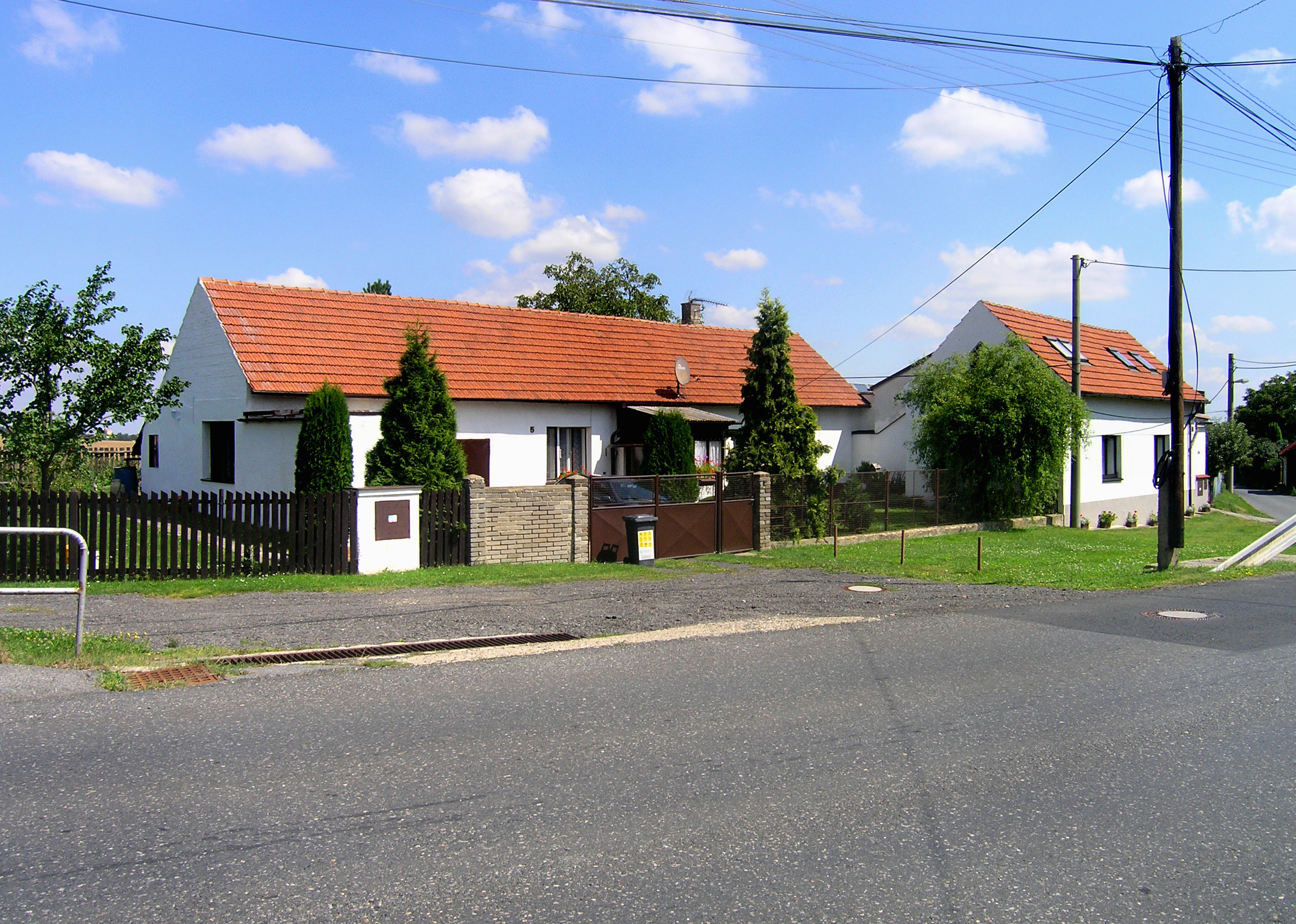
Huizen in Braškov-Toskánka